# Gäddtjärnen (Svartnäs socken, Dalarna)
Gäddtjärnen är en sjö i Falu kommun i Dalarna och ingår i Gavleåns huvudavrinningsområde.